# Tetsuya Enomoto
Tetsuya Enomoto (榎本 哲也, Enomoto Tetsuya) est un footballeur japonais né le 2 mai 1983. Il est gardien de but.

## Palmarès
- Champion du Japon en 2003
- Coupe du japon en 2013